# Saint-Bazile-de-la-Roche
Saint-Bazile-de-la-Roche is een plaats en voormalige gemeente in het Franse departement Corrèze in de regio Nouvelle-Aquitaine en telt 151 inwoners (1999). De plaats maakt deel uit van het arrondissement Tulle.

## Geschiedenis
Saint-Bazile-de-la-Roche is op 1 januari 2017 gefuseerd mert de gemeente Argentat tot de gemeente Argentat-sur-Dordogne. 

## Geografie
De oppervlakte van Saint-Bazile-de-la-Roche bedraagt 7,3 km², de bevolkingsdichtheid is 20,7 inwoners per km².
De onderstaande kaart toont de ligging van Saint-Bazile-de-la-Roche met de belangrijkste infrastructuur en aangrenzende gemeenten.

## Demografie
Onderstaande figuur toont het verloop van het inwonertal.

## Geboren
- Jacques-Louis de la Brue de Saint-Bauzille (1761-1832), bisschop